# Santa Isabel, Querétaro Arteaga
Santa Isabel är en ort i Mexiko.   Den ligger i kommunen Querétaro och delstaten Querétaro Arteaga, i den centrala delen av landet, 190 km nordväst om huvudstaden Mexico City. Santa Isabel ligger 1 802 meter över havet och antalet invånare är 159.
Terrängen runt Santa Isabel är platt åt sydväst, men åt nordost är den kuperad. Runt Santa Isabel är det tätbefolkat, med 849 invånare per kvadratkilometer. Närmaste större samhälle är Santiago de Querétaro, 7,8 km öster om Santa Isabel. Omgivningarna runt Santa Isabel är en mosaik av jordbruksmark och naturlig växtlighet.